# Налог на общественные туалеты
Налог на общественные туалеты (лат. vectigal urinae — дословно «мочевой налог») был введен римским императором Веспасианом (17 ноября 9 года — 24 июня 79 года). Туалетным налогом облагалось содержание и посещение общественных уборных, которые римские граждане использовали не только для отправления естественных надобностей, но и для общения.
Необходимость как можно быстрее пополнить казну государства после только что закончившейся гражданской войны заставила Веспасиана вводить самые разные налоги и жестоко карать за попытки уклониться от их уплаты, что давало римлянам повод для злословий.